# Gheorghi Lozanov

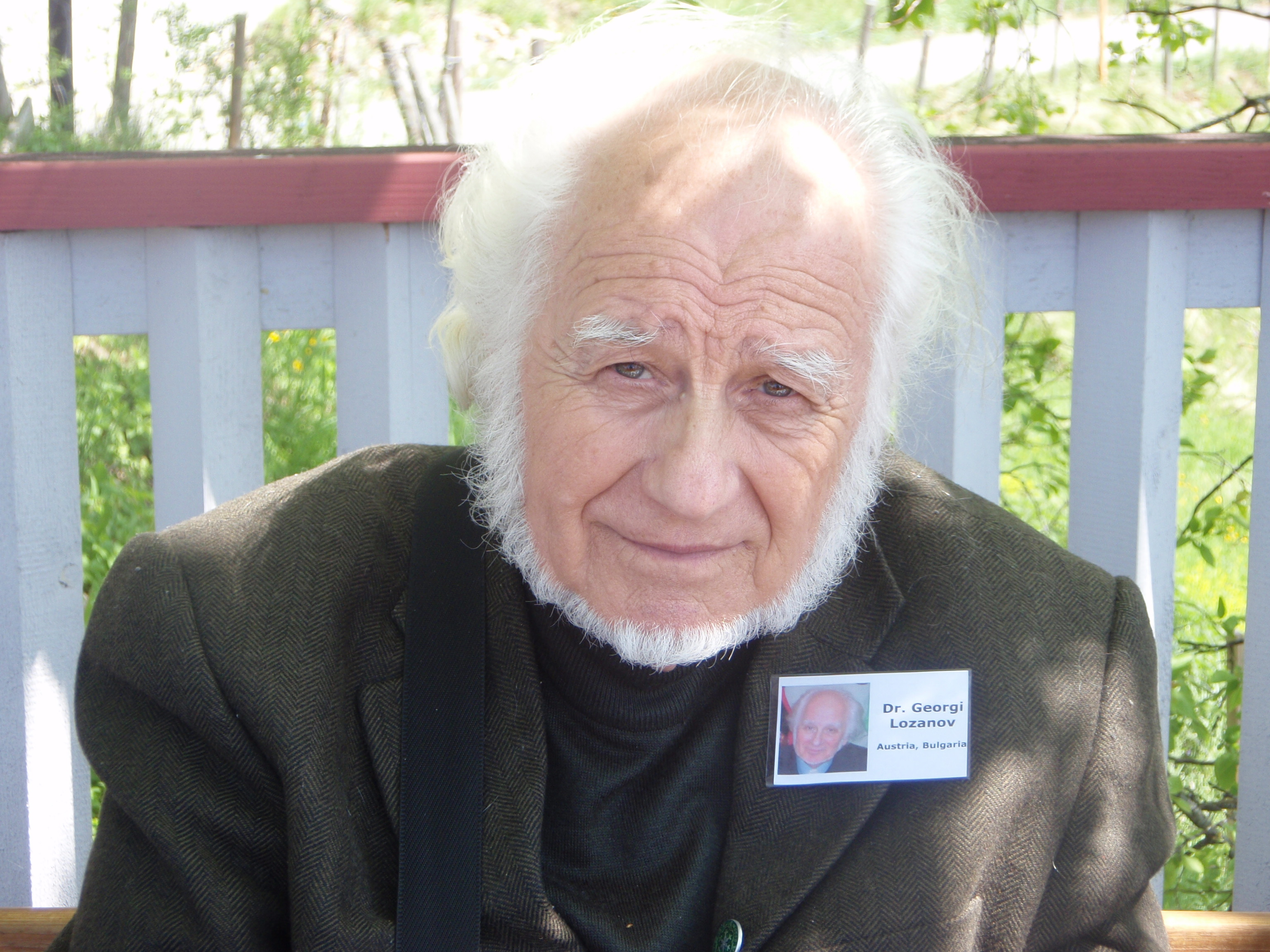
Gheorghi Lozanov în 2008

Gheorghi Kirilov Lozanov (bulgară Георги Кирилов Лозанов) (n. 22 iulie 1926, Sofia, Regatul Bulgariei – d. 6 mai 2012, Sliven, Bulgaria) a fost un educator și psiholog bulgar. El a introdus termenul de sugestopedie.